# Boston Medical Center
Boston Medical Center (BMC, por sus siglas en inglés) es un centro médico académico sin ánimo de lucro situado en Boston, Massachusetts, que dispone de 496 camas. Ofrece el centro de traumatología más grande de New England que opera las 24 horas al día y durante 2011 el Servicio de Urgencias recibió 128 231 visitas. Además es el hospital más grande de la red sanitaria de New England. Cuenta con más de 1240 médicos —incluyendo médicos residentes y especialistas, y 1505 enfermeras—. Es el principal centro educativo afiliado a la Facultad de Medicina de la Universidad de Boston.
BMC fue creado por la fusión del Boston City Hospital (BCH), el primer hospital municipal de los Estados Unidos, y el centro médico de la Universidad de Boston (BUMCH) en julio de 1996, patrocinado por los metodistas y después por la Universidad de Boston. BCH fue fundado en 1855 y BUMCH en 1864. BMC ha tenido un periodo de expansión con el centro de cuidados ambulatorios de Shapiro, el centro oncológico Moakley, además de otros centros de investigación y excelencia.

## Enseñanza y afiliados
BMC es el principal centro educativo afiliado a la Facultad de Medicina de la Universidad de Boston. Cada miembro del personal médico y dental ocupa un puesto académico en la Facultad de Medicina de la Universidad de Boston, o en la Facultad Goldman de Medicina Dental. Boston Medical Center ofrece 85 programas de residencia con más de 832 puestos de residentes y especialistas.

## Investigación
Boston Medical Center recibió más de $ 137 millones en fondos de investigación patrocinada en el año fiscal 2011, y supervisa 574 proyectos de investigación y de servicio independiente de las actividades de investigación en la Escuela de Medicina de la Universidad de Boston. Los investigadores del Boston Medical Center llevan a cabo tanto investigación biomédica basada en el laboratorio, así como programas básicos de investigación clínica, incluyendo la de células falciformes para la enfermedad drepanocítica, enfermedades contagiosas, cardiología, biología vascular, la enfermedad de Parkinson, geriatría, endocrinología, y hematología/ oncología.
El Framingham Heart Study (estudio del corazón de Framingham), un estudio longitudinal del National Heart, Lung, and Blood Institute, en colaboración con el personal de la Facultad de Medicina de la Universidad de Boston, nos ha ayudado a obtener mucho de nuestro conocimiento actual y sobre la enfermedad coronaria.
El centro de Amiloidosis del Boston Medical Center se conoce internacionalmente como líder en la investigación básica y clínica sobre amiloidosis. Destaca su uso pionero de una dosis alto de quimioterapia y el trasplante de células madre para pacientes con AL Amiloidosis.